# Steve Smith (hockey sur glace, 11-05-1962)
Pour les articles homonymes, voir Steve Smith.
Steve Smith (né le 11 mai 1962 à Canton, dans l'état du Massachusetts aux États-Unis) est un joueur professionnel américain de hockey sur glace.

## Carrière en club
En 1980, il commence sa carrière avec les Saints de St. Lawrence dans la ECAC. Il est choisi au cours du repêchage d'entrée 1982 dans la Ligue nationale de hockey par les Canadiens de Montréal en 8e ronde, en 150e position. Il passe professionnel avec les Canadiens de Sherbrooke dans la Ligue américaine de hockey en 1984.

## Statistiques
| Saison    | Équipe                  | Ligue |    | Saison régulière | Saison régulière | Saison régulière | Saison régulière | Saison régulière |   | Séries éliminatoires | Séries éliminatoires | Séries éliminatoires | Séries éliminatoires | Séries éliminatoires |
| Saison    | Équipe                  | Ligue | PJ | B                | A                | Pts              | Pun              | PJ               | B | A                    | Pts                  | Pun                  |                      |                      |
| 1980-1981 | Saints de St. Lawrence  | ECAC  | 31 | 1                | 6                | 7                | 18               | -                | - | -                    | -                    | -                    |                      |                      |
| 1981-1982 | Saints de St. Lawrence  | ECAC  | 31 | 5                | 8                | 13               | 44               | -                | - | -                    | -                    | -                    |                      |                      |
| 1982-1983 | Saints de St. Lawrence  | ECAC  | 29 | 7                | 11               | 18               | 37               | -                | - | -                    | -                    | -                    |                      |                      |
| 1983-1984 | Saints de St. Lawrence  | ECAC  | 32 | 7                | 18               | 25               | 48               | -                | - | -                    | -                    | -                    |                      |                      |
| 1984-1985 | Canadiens de Sherbrooke | LAH   | 51 | 0                | 13               | 13               | 25               | -                | - | -                    | -                    | -                    |                      |                      |
| 1985-1986 | Canadiens de Sherbrooke | LAH   | 61 | 5                | 31               | 36               | 37               | -                | - | -                    | -                    | -                    |                      |                      |

## Trophées et distinctions

### Ligue américaine de hockey
- Il remporte la Coupe Calder avec les Canadiens de Sherbrooke en 1984-1985.